# Рунянка довгоніжкова
Рунянка довгоніжкова (Polytrichum perigoniale) — вид мохів порядку рунянкальних (Polytrichales).

## Поширення
Батьківщиною є Європа, Африка, Північна Америка, Австралія.
Населяє гумусний і вологий піщаний ґрунт, ліси, узбіччя; в основному низькі висоти.

## Характеристика
Рослини в компактних, досить щільних пучках. Стебла до 6 см. Листки щільно складчасті та скупчені. Коробочки від короткої прямокутних до кубічних.